# Paul-Marie-Édouard Bresson
Paul-Marie-Édouard Bresson, plus connu sous le nom d'Édoardo Bresson, né le 4 juillet 1884 à Langogne (Lozère) et mort le 28 avril 1967, était un ecclésiastique français. Il fut vicaire apostolique de Nouvelle-Calédonie.

## Biographie
Édouard Bresson est né en Lozère en 1884. Cette fin du XIXe siècle voit l'élan des grandes missions chrétiennes, dans lesquelles beaucoup de clercs du diocèse de Mende s'engagent.
Il est ordonné prêtre en 1909. En 1937, il devient vicaire apostolique de Nouvelle-Calédonie. Il reçoit en même temps le siège titulaire de Cestrus (de). Il est consacré le 3 octobre de la même année par Claude-Marie Chanrion (pl) avec comme co-consécrateurs Jules Halbert et Joseph Pochon.

### Création de l'église du Vœu
Durant la Seconde Guerre mondiale, il fait le vœu de faire construire une église dédiée à la Vierge si les attaques japonaises épargnent la Nouvelle-Calédonie, ce qui est le cas. L'église est alors construite dans le quartier du Receiving à Nouméa à partir de 1947 grâce à la générosité des paroissiens. Elle est consacrée en 1953, et est appelée « église du Vœu ».

### Un rôle moral et politique auprès des Mélanésiens
Face à la création en janvier 1946 d'un Parti communiste calédonien (PCC) qui se dote rapidement d’une section mélanésienne et d'un discours et d'une propagande dans la lignée de la position de l’Internationale communiste sur la décolonisation comme outil de la révolution internationale (« la prise de Londres et de Paris passe par celle de Calcutta et de Saïgon »), les missions chrétiennes, qui bénéficient d'un poids importants dans les sociétés indigènes depuis leur évangélisation au XIXe siècle, considèrent ces idées communistes, résolument athées, comme dangereuses et comprennent vite la nécessité d’encadrer l’accès des Kanak à la vie démocratique.
La première à se mobiliser est l'Église catholique, sous l'impulsion d'Édoardo Bresson et du père mariste François Luneau (fondateur d'un petit puis grand séminaire à Canala entre 1933 et 1949 ainsi que d'une École des catéchistes dans la même localité en 1938). Ils s'appuient sur les autorités coutumières mélanésiennes catholiques, souvent formées dans les écoles confessionnelles créées par les missions : Gustave Kataoui (grand-chef de Canala dans la localité du même nom), Marc Païta (grand-chef de Païta), Rock Pidjot (petit-chef de La Conception au Mont-Dore), Michel Kauma (petit-chef de Banout et Ouloup sur Ouvéa) ou Paul Jewine Katrei (grand-chef de Medu sur Maré).
Le 25 mai 1946, lors d'une grande réunion à l'évêché, un manifeste intitulé « Revendications de l'Union des indigènes calédoniens amis de la liberté dans l'ordre » (rédigé par le père Luneau) est rendu public. Il est expédié dans toutes les tribus aux catholiques comme aux protestants mais ces derniers, en raison de divergences et d'une certaine rivalité entre les différentes missions, vont fonder peu de temps après un mouvement parallèle, l’Association des indigènes calédoniens et loyaltiens français (AICLF).
L'association reprenant le nom du manifeste de 1946, Union des indigènes calédoniens amis de la liberté dans l'ordre (UICALO), est officiellement créée lors de sa première assemblée générale à Païta, le 18 mars 1947.

### Retrait
Monseigneur Bresson se résigne en 1956. Il est alors vicaire émérite jusqu'à sa mort en 1967. Son successeur, Pierre-Paul-Émile Martin, devient le premier archevêque de Nouméa en 1966.